# J. 그레그 피터스
J. 그레그 피터스(영어: J. Greg Peters, 1960년 11월 15일~)는 전직 캐나다 왕립 기마경찰대 감독관이며 현재 캐나다 상원의 흑장수위관이다. 그는 캐나다 추밀원에 있어서의 총독의 어명으로 2013년 10월 1일에 흑장수위관이 되었다.

## 생애
본명은 존 그레고리 피터스(John Gregory Peters)이며 프린스에드워드아일랜드주 수리 웨스트 출신이다.
그는 유년 시절에 세인트 존 앰뷸런스에서 깊이 봉사활동하였던 경험이 있었다. 그는 세인트 존 앰뷸런스를 통해서 지역 사회에 응급처치와 심폐소생술을 가르쳤다. 그는 훗날 고급 응급처치 자격증을 땄다. 피터스는 프린스에드워드아일랜드 대학교에 입학하여 정치학과 역사학을 배웠다. 그는 나중에 오타와 대학교로 전학하여 정치학 학사 학위를 수여받았다. 그는 또한 오타와 대학교에서 공공 리더십과 행정사무 준석사 수료증을 받았다.

## 활동
피터스는 1981년에 캐나다 왕립 기마경찰대에 입대하여 리자이나에 소재한 캐나다 왕립 기마경찰대 사관학교에서 훈련을 받았다. 매니토바 주의 플린 플론이라는 지역에 발령받아서 그 곳에 순찰 활동을 하였으나 나중에 작은 마을들과 원주민 구역들이 뭉쳐 있는 매니토바 남부로 발령받았다. 1984년 캐나다의 군주의 캐나다 공식 방문의 일환으로 그는 엘리자베스 2세가 매니토바 주를 방문했을 때에 호위 임무를 맡았다.
피터스는 1987년에 캐나다 왕립 기마경찰대의 기마 시범 부대 뮤지컬 라이드에 들어왔다. 그의 첫 순방은 1988년에 유럽에서 3개월 동안 기마 시범을 보여 주었다. 특히 그는 윈저 성에서 귀빈으로 머물었으며 로열 뮤즈에서 말들을 관리하였다. 이렇게 해서 그는 캐나다와 영국의 군주 엘리자베스 2세와 왕족들을 처음으로 가까이 만나게 된 계기가 되었다.
피터스는 1993년 아이티 포르토프랭스에서 유엔 민간경찰 파견단의 일원으로 차안활동에 기여하였다.

## 같이 보기
- 캐나다 상원 흑장수위관